# Sandra Muente
Sandra Ximena Muente Bayona (Ciudad de México, 13 de noviembre de 1990) es una cantante y actriz de teatro musical peruana nacida en México, reconocida principalmente por su trayectoria musical y su participación en el programa concurso Latin American Idol.

## Biografía
Sandra Ximena Muente Bayona nació el 13 de noviembre de 1990 en Ciudad de México. Es la hija mayor del fallecido cantante peruano Beto Danelli, quién sería su mentor en sus inicios como artista. Vivió sus primeros años en su país de nacimiento debido al trabajo de su padre y años más tarde quedaría huérfana, con que Muente se mudaría al Perú junto a su madre y hermanos, y obtuvo la ciudadanía peruana.
No fue hasta 2008, cuando le llegaría la oportunidad de concursar en el programa televisivo de canto internacional Latin American Idol acompañada de la también cantante Nicole Pillman, la cual no llegó a ganar el concurso, ocupando como tercera finalista. Gracias a su popularidad, fue concursante del formato local El show de los sueños en 2009, saliendo como ganadora de la primera temporada. Además, recibió el reconocimiento del Primer Encuentro de Peruanos Exitosos Residentes en el Extranjero por celebraciones del Día del Orgullo Peruano.
En 2010, concursó en la Competencia Internacional del Festival de la Canción de Viña del Mar interpretando la versión del vals «La flor de la canela», compuesta e interpretada originalmente por la desaparecida cantautora Chabuca Granda como homenaje a su obra maestra. Sin embargo, su permanencia en el certamen musical no duraría mucho tiempo. Fue la primera exconcursante de Latin American Idol en participar ese evento.
Regresó a Perú en 2011 para lanzar su primer disco bajo el nombre de «Mi piel», incluyendo el tema homónimo, «Te esperaré» y «No te voy a esperar».
Además, Muente comenzaría a incursionarse en la actuación, desempeñando en el teatro musical, la cual protagonizaría la obra Nací para quererte con su personaje de Ramona en 2023, compartiendo el rol junto a Miguel Álvarez, Paul Martin y Cielo Torres. Coprotagonizó el montaje ¿Quién mató al barón? de la dirección de su pareja sentimental, el músico Ricardo «Rik» Núñez en 2018,[cita requerida]  participó en el postcast Teatro peruano de la independencia y colaboró con sus hermanos Jean Franco Muente y la actriz Giuliana Muente para la elaboración de su musical Danelli, el amor hecho verdad el 2023 volviendo a trabajar con Álvarez en el protagónico. Hizo su debut cinematográfico en la cinta Me haces bien en 2017 como una madre de familia.
Volvió a la música en 2019 lanzando su tema para los Juegos Panamericanos de ese año, realizado en la capital peruana Lima. Seguidamente, colaboró con la música Nadia Sax y la producción de Jesús «el Viejo» Rodríguez para el sencillo «La incondicional». Seguidamente, colaboró con Luis Baca para la versión de «No es cierto» en 2015.
Al año siguiente, lanza su siguiente disco: «Amanecerá», inspirado en la cultura popular peruana. Previo a ello, Muente colaboró con la banda sonora de la telenovela peruana Colorina interpretando el tema «Desde que te ví».[cita requerida]  Además, concursó en el reality show de talentos El artista del año en 2019, consagrándose como la ganadora de la temporada y participó en el formato de fin de año El dúo perfecto en dupla con la cantante Shantall inicialmente y después, el cantante cumbiambero Ángelo Fukuy sin éxito.

## Filmografía

### Televisión
| Año  | Título                | Rol        | Notas                                                     | Emisión            | Ref.          |
| ---- | --------------------- | ---------- | --------------------------------------------------------- | ------------------ | ------------- |
| 2008 | Latin American Idol   | Ella misma | Participante (tercera finalista de la Temporada 3)        | Canal Sony         | [ 3 ]         |
| 2009 | El show de los sueños | Ella misma | Participante (ganadora de la Temporada 1)                 | América Televisión | [ 15 ]        |
| 2019 | El artista del año    | Ella misma | Participante (ganadora)                                   | América Televisión | [ 21 ] [ 22 ] |
| 2019 | El dúo perfecto       | Ella misma | Participante (dupla con Shantall y después, Ángelo Fukuy) | América Televisión | [ 25 ] [ 24 ] |

### Cine
| Año  | Título        | Rol              | Notas         | Ref.          |
| ---- | ------------- | ---------------- | ------------- | ------------- |
| 2017 | Me haces bien | Madre de familia | Rol principal | [ 15 ] [ 26 ] |

### Teatro
| Año  | Título                                        | Rol          | Notas                                           | Ref.             |
| ---- | --------------------------------------------- | ------------ | ----------------------------------------------- | ---------------- |
| 2018 | ¿Quién mató al barón?                         |              | Rol protagónico                                 | [cita requerida] |
| 2019 | Cuéntame                                      |              | Rol protagónico                                 | [cita requerida] |
| 2021 | Teatro peruano de la independencia            | Ella misma   | Participación especial                          | [ 13 ]           |
| 2022 | Todos vuelven, un musical para el reencuentro | «Taki Aclla» | Rol coprotagónico                               | [ 27 ]           |
| 2023 | Nací para quererte                            | Ramona       | Rol protagónico Lugar: Teatro Municipal de Lima | [ 12 ]           |
| 2023 | Danelli, el amor hecho verdad                 | Sandra       | Rol protagónico                                 | [ 14 ]           |

## Discografía

### Álbumes
- 2011: «Mi piel»[9]
- 2021: «Amanecerá»